# Vol. 3: (The Subliminal Verses)
Vol. 3: The Subliminal Verses é o terceiro álbum de estúdio da banda de metal norte-americana Slipknot. Foi lançado a 25 de Maio de 2004 pela Roadrunner Records, e uma edição especial, com disco bónus, foi lançada a 12 de Abril de 2005. É o único álbum da banda produzido por Rick Rubin.
Após a digressão da banda em promoção ao seu segundo álbum em 2002, surgiram especulações quanto ao futuro da banda. Alguns membros já se encontravam envolvidos em projectos paralelos como Murderdolls, To My Surprise e os re-formados Stone Sour. Contudo, em 2003, os Slipknot deslocaram-se para The Mansion com vista a trabalhar no álbum. Inicialmente, a banda estava improdutiva e o vocalista Corey Taylor bebia excessivamente. De qualquer forma, conseguiram escrever material suficiente para um novo álbum, o primeiro a incorporar canções com estruturas mais melódicas e tradicionais, bem como guitarras acústicas.
O álbum recebeu críticas na generalidade positivas. Os Slipknot foram elogiados pela Allmusic pela sua "dedicação em torná-lo um álbum de Slipknot", enquanto a Q acrescentou que o álbum era "um triunfo". O álbum atingiu o top 10 nas tabelas de vendas em onze países, e chegou à Platina nos Estados Unidos. A banda recebeu também o Grammy Award para Melhor Performance Metal com o single "Before I Forget".

## Produção e promoção

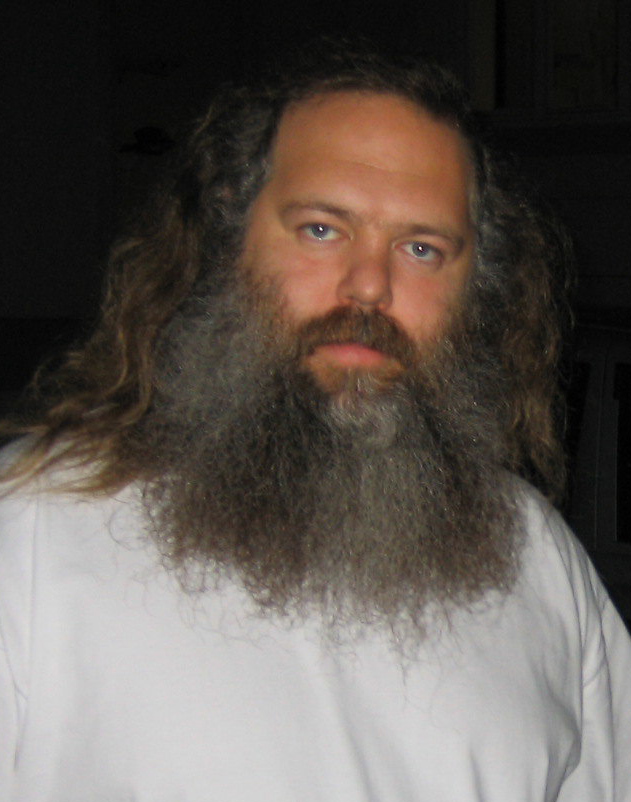
Rick Rubin in September 2006.

Os Slipknot gravaram Vol. 3: The Subliminal Verses com o produtor Rick Rubin na The Mansion em Los Angeles, Califórnia, em 2003. Antes havia surgido especulação sobre a possibilidade de um terceiro álbum e também quanto ao futuro da banda, enquanto alguns membros trabalhavam noutros projectos musicais. Após o término do álbum, a banda afirmou que esses projectos paralelos "salvaram a banda" e "ajudaram a sair da caixa em que [eles] estavam presos". O reencontro do grupo e o trabalhar das suas diferenças dificultou o processo criativo. Durante uma entrevista em 2008, o baterista Joey Jordison disse que "nós não falámos uns com os outros durante três meses, apenas ficámos lá a gastar dinheiro na maldita mansão Houdini." O vocalista Corey Taylor admitiu numa entrevista que bebeu bastante durante o tempo na The Mansion, dizendo:
| “ | Eu podia beber desde o momento em que me levantava até ao momento em que adormecia. | ” |

Numa entrevista de 2003, Jordison explicou que apesar dos problemas iniciais, foi escrito material mais do que suficiente para o álbum e acrescentou que "é melhor ter coisas para escolher do que se contentar com qualquer merda", em contraste com a forma como os Slipknot abordaram os álbuns anteriores, em que terminaram mais cedo e com menos canções. Para promover o álbum, a banda participou no Ozzfest e no Jägermeister Music Tour no Estados Unidos, e actuou na Europa, tendo passado por festivais como o Download Festival no Reino Unido e o Rock in Rio em Portugal. A gravadora do álbum, Roadrunner Records, disponibilizou um MP3 de "Pulse of the Maggots" na sua totalidade (excluindo a parte de transição da "Vermilion") no website da agora extinta SK Radio para download gratuito durante apenas o dia 30 de Março de 2004. Vol. 3: (The Subliminal Verses) foi finalmente lançado a 25 de Maio de 2004, e uma edição especial do álbum, com um disco bónus, foi lançada a 12 de Abril de 2005. Durante a gravação do Vol 3., o percussionista Shawn Crahan também trabalhou no Voliminal: Inside the Nine, um vídeo que documenta o processo criativo do álbum e a digressão em seu suporte. Foi lançado a 5 de Dezembro de 2006 pela Roadrunner Records.

### Trabalho de arte
A capa do álbum contém a "máscara maggot" desenhada por Crahan, sendo uma referência ao nome dado aos fãs pela banda. A máscara foi feita com pele cozida e um fecho éclair na zona da boca, e podem ser adquiridas cópias como parte do merchandise da banda. Surge no vídeo musical do segundo single do álbum, "Vermilion", no qual a banda surge sempre que o protagonista usa a máscara.

## Temas líricos e musicais
| "Vermilion" |
| reproduzir[ligação inativa] (beta) — info                                                                                        |
| "Vermilion" faz uso de solos de guitarra e estruturas de canção melódicas que estiveram ausentes nos álbuns anteriores da banda. |

Está com problemas ao reproduzir os arquivos? Veja a ajuda.
Antes do lançamento de Vol. 3, os membros da banda prometiam um álbum mais experimental. O baterista Jordison disse que "é quase como se Slayer tocasse em Radiohead". Pela primeira vez na carreira dos Slipknot, canções como "Circle" e "Vermilion Pt. 2" eram tocadas com violão, em detrimento da guitarra elétrica. Contudo, de acordo com Todd Burns da Stylus, canções como "Pulse of the Maggots" e "Before I Forget" incorporam um estilo de "metal pesado". A Allmusic escreveu que faixas, tais como "Blister Exists", "Three Nil" e "Opium of the People", combinam os dois extremos do seu reconhecido metal com melodia, sendo as mais aparentes mudanças no estilo vocal de Taylor. A Entertainment Weekly escreveu que o álbum "[balança] entre um poderoso speed-metal e um cativante rock acústico".
Vol. 3 The Subliminal Verses foi o primeiro álbum de Slipknot a não ter a etiqueta Parental Advisory porque não contém profanidades. Numa entrevista em 2008, o guitarrista Mick Thomson explicou que o vocalista Taylor teve a intenção de evitar o uso de profanidade em resposta a alegações que ele invocou. De acordo com a Allmusic, as letras de Vol. 3: (The Subliminal Verses) incluem metáforas e tocam em temas que incluem raiva, desafeição e psicose. A diversidade de Taylor no seu trabalho vocal foi elogiada. Burns considerou que faixas como "Vermilion Pt. 2" possuem "impressionantes harmonias vocais". A performance de Taylor na faixa final "Danger – Keep Away" foi especialmente aplaudida. A Stylus considerou-a a faixa mais "depressiva e emocional" do álbum. Burns concluiu que no geral "os riffs não perderam nenhum do seu impacto, mas parece que finalmente o grupo pretende que se aprecie o seu impacto lírico e vocal."

## Recepção

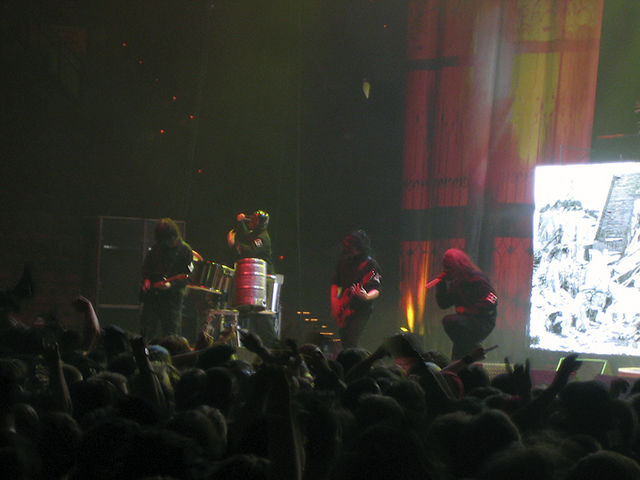
Slipknot ao vivo em promoção a Vol. 3, durante a The Subliminal Verses World Tour em 2005.

A recepção crítica a Vol. 3: The Subliminal Verses foi, na generalidade, positiva. Recebeu uma pontuação de 70% na Metacritic, baseado em 12 análises. Johnny Loftus da Allmusic catalogou o álbum de "não apenas outra gravação de alt-metal barata", congratulando a "dedicação [da banda] para torná-lo um álbum de Slipknot". Todd Burns da Stylus escreveu que as pessoas que acusam a banda de se ter tornado "leve" estão "a confundir leveza com maturação". Burns considerou-o mesmo "o melhor álbum metal com traços pop desde Toxicity dos System of a Down". Sean Richardson da Entertainment Weekly escreveu que o álbum é uma "desarranjada actualização hippie" da "obra-prima" de Slayer Reign in Blood, que foi também produzido por Rubin. A Q aclamou Vol. 3: (The Subliminal Verses) com "um triunfo". John Robb da PlayLouder proclamou elogiosamente a subida inesperada de Slipknot para se tornar "um dos maiores grupos do mundo", classificando "Before I Forget" como um "hino clássico [de Slipknot]". Robb acrescentou que este álbum é melhor que o anterior, Iowa, citando as suas "diferentes texturas". A Rolling Stone deu ao álbum uma classificação de 3 em 5, afirmando que o disco apresentava "novos extremos" para a banda, "que no caso de Slipknot significa estruturas de canção tradicionais e melodiosas".
A Alternative Press criticou o álbum, escrevendo que "toca como uma morna versão de segunda categoria de Iowa, o que o torna praticamente terceira categoria de qualquer outra coisa". Chris Heath da Yahoo! também classificou negativamente o álbum, ao escrever que "The Blister Exists" combina "a agressividade absurda e a calmia ridícula", o que torna a faixa "estranha". Heath acrescentou: "os temas são previsivelmente absurdos... ainda que levemente cómicos dada a inclusão de estilos tão díspares lado a lado".
Vol. 3: The Subliminal Verses atingiu o segundo lugar nas tabelas de vendas norte-americanas US Billboard 200 e Internet, na Austrália e Canadá. O álbum recebeu a certificação de Platina nos Estados Unidos a 21 de Fevereiro de 2005, pela venda de 1 milhão de cópias. Nos Grammys de 2005, os Slipknot receberam duas nomeações, com "Duality" para Melhor Performance Hard Rock e "Vermilion" para Melhor Performance Metal. Em 2006, a banda venceu o seu primeiro Grammy para Melhor Performance Metal com "Before I Forget".

## Faixas
Todas as canções creditadas a Shawn Crahan, Jim Root, Chris Fehn, Paul Gray, Joey Jordison, Corey Taylor, Mick Thomson e Sid Wilson.
| N.º | Título                 | Duração |  |
| 1.  | "Prelude 3.0"          | 3:57    |  |
| 2.  | "The Blister Exists"   | 5:19    |  |
| 3.  | "Three Nil"            | 4:48    |  |
| 4.  | "Duality"              | 4:12    |  |
| 5.  | "Opium of the People"  | 3:12    |  |
| 6.  | "Circle"               | 4:23    |  |
| 7.  | "Welcome"              | 3:15    |  |
| 8.  | "Vermilion"            | 5:16    |  |
| 9.  | "Pulse of the Maggots" | 4:19    |  |
| 10. | "Before I Forget"      | 4:38    |  |
| 11. | "Vermilion Pt. 2"      | 3:44    |  |
| 12. | "The Nameless"         | 4:28    |  |
| 13. | "The Virus of Life"    | 5:25    |  |
| 14. | "Danger - Keep Away"   | 3:13    |  |

| Faixa bônus da versão japonesa |          |         |  |
| N.º                            | Título   | Duração |  |
| 15.                            | "Scream" | 4:31    |  |

| Disco bónus da Edição Especial |                                        |         |  |
| N.º                            | Título                                 | Duração |  |
| 1.                             | "Don't Get Close"                      | 3:47    |  |
| 2.                             | "Scream"                               | 4:31    |  |
| 3.                             | "Vermilion" (Terry Date mix)           | 5:25    |  |
| 4.                             | "Danger – Keep Away" (Versão completa) | 7:55    |  |
| 5.                             | "The Blister Exists" (ao vivo)         | 5:21    |  |
| 6.                             | "Three Nil" (ao vivo)                  | 4:57    |  |
| 7.                             | "Disasterpiece" (ao vivo)              | 5:25    |  |
| 8.                             | "People = Shit" (ao vivo)              | 3:54    |  |

| Disco bónus da Edição de digressão australiana |                                        |         |  |
| N.º                                            | Título                                 | Duração |  |
| 1.                                             | "Don't Get Close"                      | 3:47    |  |
| 2.                                             | "Scream"                               | 4:31    |  |
| 3.                                             | "Vermilion" (Terry Date mix)           | 5:25    |  |
| 4.                                             | "Danger – Keep Away" (Versão completa) | 7:55    |  |
| 5.                                             | "Disasterpiece" (ao vivo)              | 5:25    |  |
| 6.                                             | "New Abortion" (ao vivo)               | 4:01    |  |
| 7.                                             | "People = Shit" (ao vivo)              | 3:54    |  |

## Créditos
Para além dos seus nomes reais, os membros da banda são referidos por números de zero a oito.
- (#0) Sid Wilson - DJ
- (#1) Joey Jordison - Bateria
- (#2) Paul Gray - Baixo, backing vocal
- (#3) Chris Fehn - Percussão Personalizada, voz secundária
- (#4) James Root - Guitarra Solo
- (#5) Craig "133" Jones - Sampler e Teclados
- (#6) Shawn "Clown" Crahan - Percussão personalizada, backing vocal
- (#7) Mick Thomson - Guitarra Base
- (#8) Corey Taylor - Vocal

## Posição nas paradas e certificações
| Tabela (2004)       | Posição |
| ------------------- | ------- |
| Billboard 200       | 2       |
| Top Internet Albums | 2       |
| ARIA Charts         | 2       |
| Canadá              | 2       |
| Suécia              | 2       |
| Alemanha            | 2       |
| Finlândia           | 2       |
| Nova Zelândia       | 3       |
| Áustria             | 5       |
| França              | 6       |
| Suíça               | 8       |
| Portugal            | 13      |
| Países Baixos       | 14      |
| Noruega             | 15      |

| País           | Certificações | Vendas     |
| -------------- | ------------- | ---------- |
| Austrália      | Platina       | 70.000+    |
| Canadá         | Platina       | 100.000+   |
| Alemanha       | Ouro          | 100.000+   |
| Japão          | Ouro          | 100.000+   |
| Nova Zelândia  | Ouro          | 7.500+     |
| Reino Unido    | Platina       | 300.000+   |
| Estados Unidos | Platina       | 1.000.000+ |